# Еллсворт (округ, Канзас)
Шаблон:StateAbbr_ 38°39′16″ пн. ш. 98°12′46″ зх. д. / 38.654444444444° пн. ш. 98.212777777778° зх. д.
Округ Еллсворт (англ. Ellsworth County) — округ (графство) у штаті Канзас, США. Ідентифікатор округу 20053.

## Історія
Округ утворений 1867 року.

## Демографія
За даними перепису 
2000 року 
загальне населення округу становило 6525 осіб, зокрема міського населення було 2769, а сільського — 3756.
Серед мешканців округу чоловіків було 3446, а жінок — 3079. В окрузі було 2481 домогосподарство, 1639 родин, які мешкали в 3228 будинках.
Середній розмір родини становив 2,88.
Віковий розподіл населення поданий у таблиці:
| Стать    | До 15 років | 15-21 | 22-29 | 30-39 | 40-49 | 50-65 | 65-85 | Понад 85 |
| -------- | ----------- | ----- | ----- | ----- | ----- | ----- | ----- | -------- |
| Чоловіки | 543         | 368   | 340   | 529   | 598   | 555   | 446   | 67       |
| Жінки    | 526         | 248   | 196   | 315   | 486   | 492   | 616   | 200      |

## Суміжні округи
- Лінкольн — північ
- Салін — схід
- Макферсон — південний схід
- Райс — південь
- Бартон — південний захід
- Расселл — північний захід

## Виноски
1. ↑  U.S. Decennial Census. United States Census Bureau. Архів оригіналу за 26 квітня 2015. Процитовано 24 липня 2014.
2. ↑  Historical Census Browser. University of Virginia Library. Архів оригіналу за 11 серпня 2012. Процитовано 24 липня 2014.
3. ↑  Population of Counties by Decennial Census: 1900 to 1990. United States Census Bureau. Архів оригіналу за 5 червня 2019. Процитовано 24 липня 2014.
4. ↑  Census 2000 PHC-T-4. Ranking Tables for Counties: 1990 and 2000 (PDF). United States Census Bureau. Архів оригіналу (PDF) за 18 грудня 2014. Процитовано 24 липня 2014.
5. ↑  State & County QuickFacts. United States Census Bureau. Архів оригіналу за 6 серпня 2011. Процитовано 24 липня 2014.(англ.) Наведено за англійською вікіпедією.
6. ↑  American FactFinder. Бюро перепису населення США. Архів оригіналу за 21 травня 2008. Процитовано 31 січня 2008.

| США | Це незавершена стаття з географії США. Ви можете допомогти проєкту, виправивши або дописавши її. |